# 사르코수쿠스
사르코수쿠스(Sarcosuchus)는 중생대 백악기 전기(약 1억 1,200만년 전), 오늘날 아프리카에서 서식한 파충류이다. 악어목에 속하지 않는 속이다. 전체 몸 길이는 최대 9.5m이며, 체중은 4.3t가량 되었을 것으로 추정된다. 사하라사막에서 3개의 이빨이 발견되었고, 1997년과 2000년에는 골격의 일부가 발견되었다.

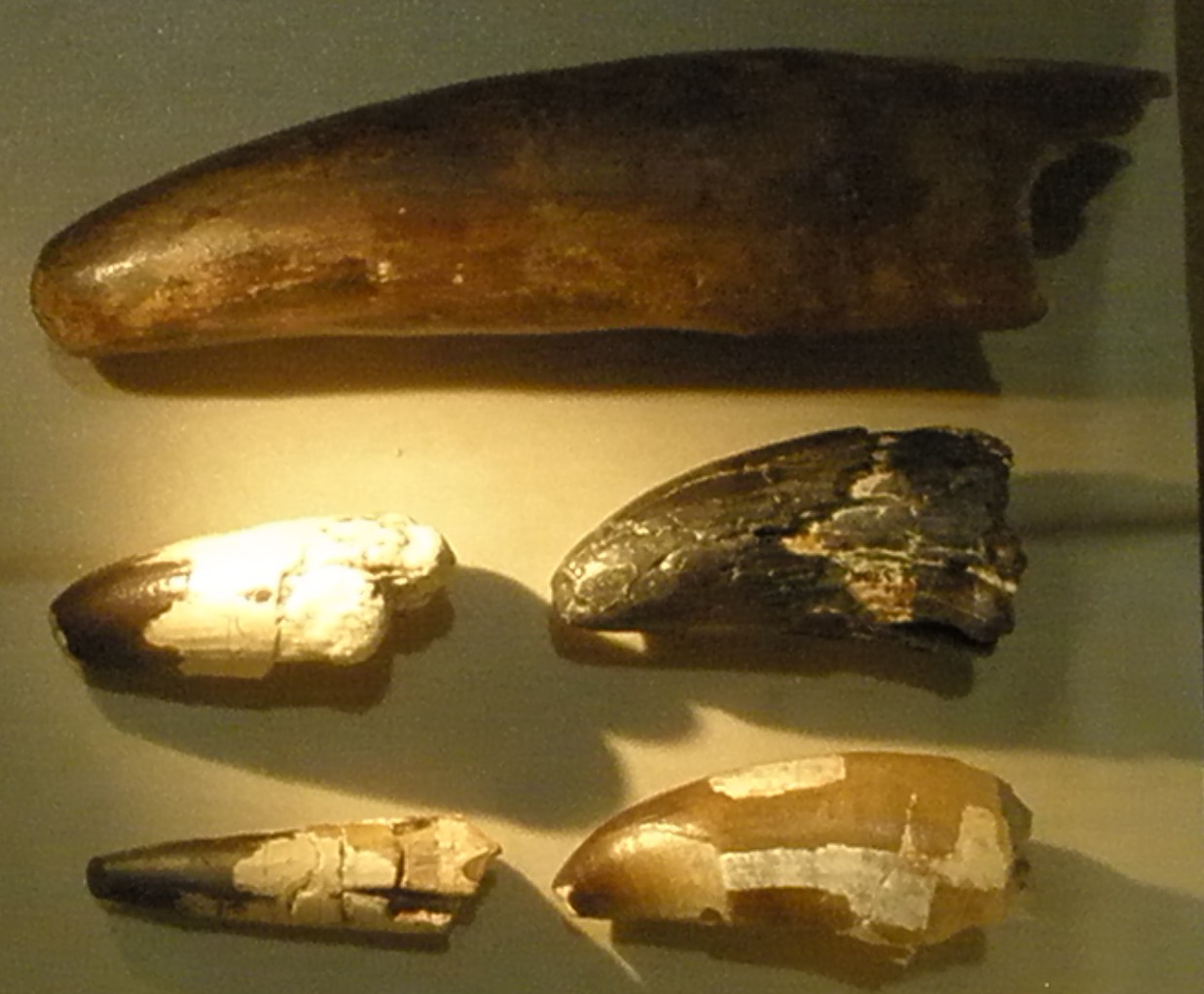
사르코수쿠스의 이빨
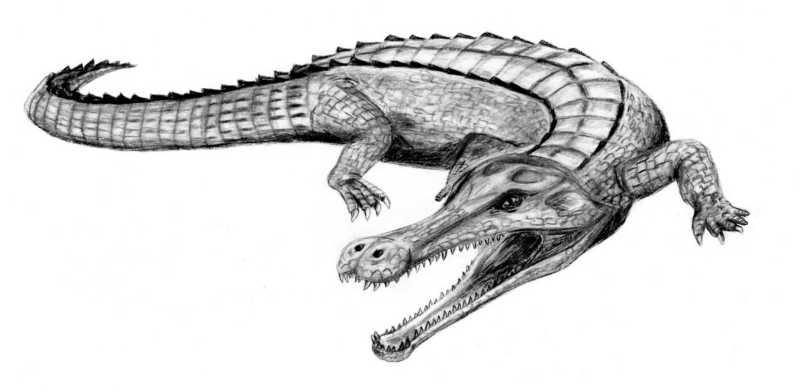
상상도